# Günter Würdemann
Günter Würdemann (* 1930; † 19. Januar 2007 in Chemnitz) war ein deutscher Grafiker. 

## Leben und Werk
Würdemann war seit Ende der 1950er Jahre als Pressezeichner bei der Chemnitzer Volksstimme (später Freie Presse) tätig. 
Bekannt wurde er durch zahlreiche Pressezeichnungen und den Wetterfrosch Quakel, der ab 1952 37 Jahre lang nahezu täglich in der Freien Presse abgedruckt wurde und den er im Wechsel mit Heini Scheffler zeichnete. Neben Landschaftsbildern und Städtemotiven fertige er auch Porträts und Karikaturen. Als Rentner fertigte er in den 1990er Jahren auch Zeichnungen für das Sächsische Genossenschaftsblatt.

## Werke
- Aus dem Stadtleben skizziert. Skizzen von Günter Würdemann aus der Volksstimme Karl-Marx-Stadt. Vorwort von Paul Barthelt. Hrsg. anläßlich des V. Pressefestes der "Volksstimme", 1959.
- Günter Würdemann (Hrsg.): Unsere Heimat. Skizzenblätter von unseren „FP“-Zeichnern. Freie Presse, Karl-Marx-Stadt 1981.

## Ausstellungen (mutmaßlich unvollständig)
- 1963: Karl-Marx-Stadt, Museum am Theaterplatz („10 Jahre Architektur, bildende Kunst und bildnerisches Volksschaffen in Karl-Marx-Stadt“)[1]
- 1972/1973: Dresden, VII. Kunstausstellung der DDR
- 1974: Karl-Marx-Stadt, Bezirkskunstausstellung